# Exmoor (Schiff, 1940)
Die HMS Exmoor (L61) war ein Zerstörer vom Typ I der Hunt-Klasse der britischen Royal Navy, der im Zweiten Weltkrieg eingesetzt wurde.
Sie ging am 25. Februar 1941 als erstes Schiff der Klasse nach einem Torpedotreffer durch ein deutsches Schnellboot verloren.

## Geschichte des Schiffes
Die spätere Exmoor gehörte zum ersten Auftrag für neue Geleitzerstörer der Hunt-Klasse. Im März/April 1939 wurden 20 Schiffe des neuen Typs bei britischen Werften bestellt. Die Planung sah für diese Schiffe drei 4-Zoll-Zwillingsgeschütze (102 mm) als Hauptbewaffnung vor. Allerdings war die Tragfähigkeit des Rumpfes der ersten Serie durch eine fehlerhafte Berechnung zu gering, um diese zu tragen. So erhielten die zwanzig Schiffe als Typ I nur zwei Doppelgeschütze als Bug- und Heck-Bewaffnung. Allerdings wurde der 2-Pfünder-Flakvierling (40 mm) anstelle des nicht installierten dritten 102-mm-Geschützes auf das hintere Deckshaus gestellt, wo die für Nahbereichs-Flugabwehr vorgesehene Waffe einen hervorragenden Feuerbereich hatte.

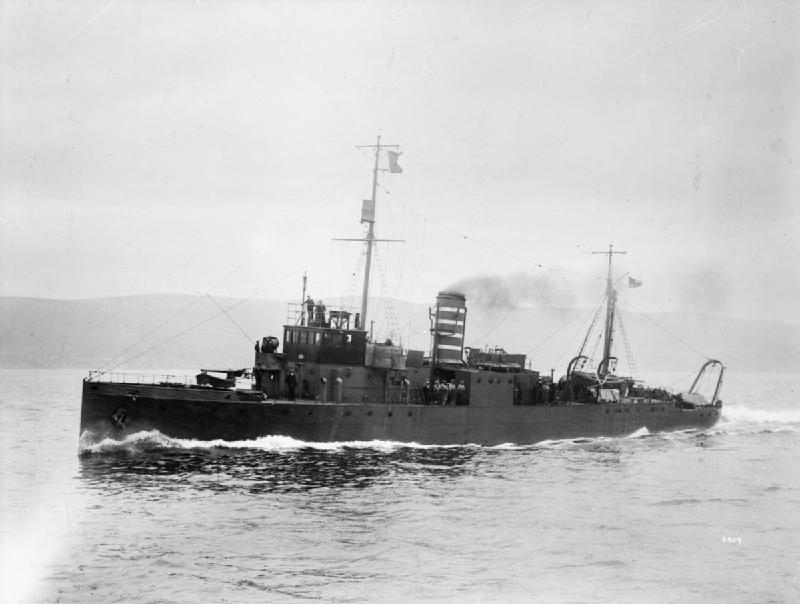
Die Bevoir, ein Boot der Hunt-Klasse von 1916

Der Auftrag für den Neubau, wie häufiger für Zerstörer, ging an die Parsons Marine Steam Turbines Company, die den Bau des Rumpfes an die benachbarte High Walker Werft von Vickers-Armstrongs vergab, wo am 8. Juni 1939 die Kiellegung von zwei Hunt-Zerstörern erfolgte. An diesem Tag fand auch meist bei den anderen am Bauprogramm beteiligten Werften die Kiellegung ihrer Aufträge statt. Vier Wochen nach ihrem Schwesterschiff Eglinton lief die Exmoor am 25. Januar 1940 vom Stapel. Ihren Namen hatte schon im Ersten Weltkrieg ein Minensucher geführt.

### Kriegseinsätze
Wie in der Regel alle während des Zweiten Weltkriegs in Dienst kommenden Zerstörer kam auch die Exmoor nach allen bestandenen Tests zum Einfahren der Besatzung nach Scapa Flow zur Home Fleet, wo sie erst Geleitaufgaben erledigte. Ende Januar 1941 kam das Schiff dann zur 16. Zerstörerflottille nach Harwich, um zur Sicherung von Konvois an der britischen Ostküste eingesetzt zu werden.

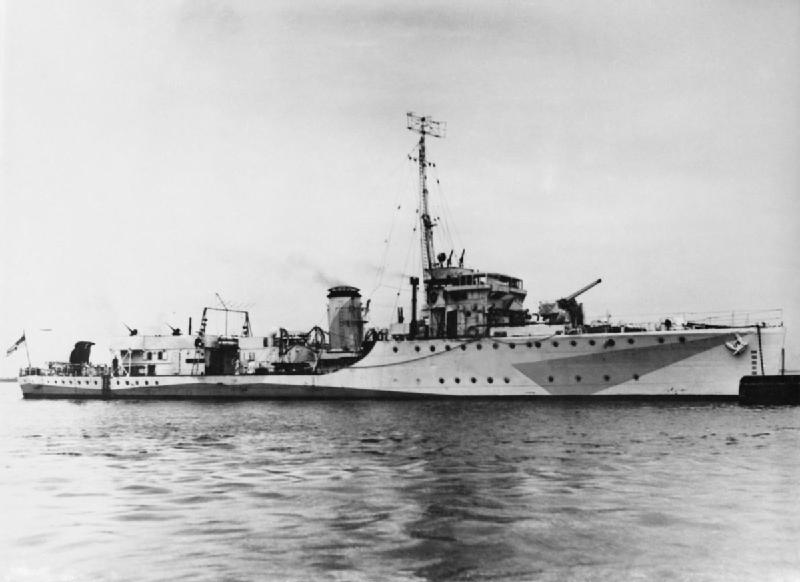
Die Shearwater

In der Nacht des 25. Februar 1941 eskortierte der von Kapitänleutnant R. T. Lampard kommandierte Zerstörer den Küstenkonvoi FN-417, als dieser etwa 12 Seemeilen nordöstlich von Lowestoft, England, von deutschen Schnellbooten angegriffen wurde. Hierbei erhielt die Exmoor achtern einen Torpedotreffer durch das Schnellboot S 30 (Oblt.z.S. Klaus Feldt) der 2. Schnellboot-Flottille und sank nach einer schweren Explosion fast sofort. 104 Besatzungsmitglieder, darunter der Kommandant, starben. Über 40 Schiffbrüchige konnten von dem Geleitboot Shearwater und einem Trawler gerettet werden.
Von einigen britischen Quellen wird auch das Überlaufen einer britischen Mine als Ursache des Untergangs angenommen. Die Deutschen behaupteten die Versenkung durch ein S-Boot und zeichneten den Kommandanten Feldt mit dem Ritterkreuz aus.

### Das geschützte Wrack
Das Wrack liegt auf der Position Koordinaten: 52° 30′ 16″ N, 2° 5′ 0″ O in 33 m Tiefe. Der Zerstörer ist weitgehend intakt, abgesehen von einem kleinen Rumpfstück, das etwa 30 m entfernt von der Wrackstelle liegt. Er steht aufrecht mit einer deutlichen Neigung nach Backbord auf dem Grund. Während sich die 4-Zoll-Geschütze immer noch in ihren Positionen befinden, wurden die Propellerschrauben entfernt. Seit 2006 ist das Wrack der Exmoor durch den „Protection of Military Remains Act“ von 1986 als „Protected Place“ geschützt. Es darf zwar von außen durch Taucher betrachtet werden, aber das Eindringen, das Sammeln von Souvenirs oder die Vornahme von Bergungsarbeiten ist verboten.

## Erneute Namensverwendung

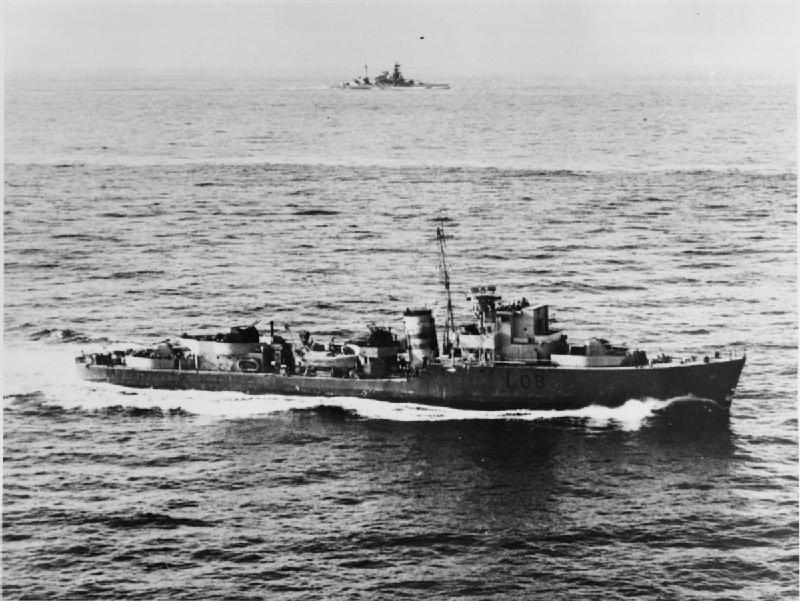
Der zweite Hunt-Zerstörer Exmoor

Schon am 18. Oktober 1941 gab es mit der HMS Exmoor (L08) wieder einen Hunt-Zerstörer mit diesem Namen. Die bei Swan Hunter am 12. März 1941 vom Stapel gelaufenen Burton vom Typ Hunt II war während der Ausrüstung im Juni 1941 in Exmoor zu Ehren des verlorengegangenen Schiffes umbenannt worden. Die zweite Exmoor war während des Krieges vor allem im Mittelmeer im Einsatz.
Im Juni 1954 kam die zweite Exmoor als Fregatte Valdemar Sejr (F343) in den Dienst der dänischen Marine. Im Oktober 1962 außer Dienst gestellt, wurde sie im Oktober 1966 in Dänemark zum Abbruch verkauft.